# Кострово (Кировская область)
Кострово — деревня в Юрьянском районе Кировской области в составе Ивановского сельского поселения.

## География
Находится на расстоянии примерно 8 километров на север по прямой от районного центра поселка Юрья.

## История
Известна с 1747 года, когда здесь было учтено 24 души мужского пола. В 1764 учтено 57 жителей. В 1873 году отмечено дворов 15 и жителей 130, в 1905 35 и 239, в 1926 45 и 251, в 1950 44 и 11. В 1989 остался 21 житель.

## Население
Постоянное население  составляло 6 человек (русские 100%) в 2002 году, 0 в 2010.